# 第16砲兵群 (フランス軍)
第16砲兵群（だいじゅうろくほうへいぐん、16e Groupe d'Artillerie：16e GA）は、イル＝エ＝ヴィレーヌ県レンヌに駐屯する、CENAT隷下のフランス陸軍の後方支援群である。
兵種は各種、伝統的区分は砲兵である。

## 沿革
- 1854年：トゥールーズにて、第16砲兵連隊として編成される。クリミア戦争に参加。
- 1900年：義和団の乱に参加。
- 1914年：第1次世界大戦、各地を転戦する。
- 1940年：第2次世界大戦、対独戦の後に解隊される。
- 1945年：再編成される。
- 1984年：レンヌに移駐する。

## 最新の部隊編成
- 群本部
- 本部管理中隊
- 連絡航空隊（TBM 700を10機装備する）
- サン＝ジャック空港分遣隊
- 後方支援中隊
- RTNO音楽隊
- 総合地区中隊

## 群の任務
- 大隊は、フランス本土北西地域各地に駐屯する部隊に対し、福利厚生を提供する。また、担任区域内の駐屯部隊間での人員輸送や駐屯地への燃料輸送なども行う。
- フランス陸軍内及びNATO内における航空輸送を担当する。

## 主要装備
- GIAT BM92-G1
- FA-MAS
- P4
- TRM 2000
- TRM 4000